# Cathédrale de la Sainte-Trinité de Québec
Pour les articles homonymes, voir Cathédrale de la Sainte-Trinité.
La cathédrale anglicane de la Sainte-Trinité (en anglais : Anglican Cathedral of the Holy Trinity) est la cathédrale du diocèse anglican de Québec. Il s'agit du premier lieu de culte néoclassique construit hors des îles britanniques pour servir de cathédrale anglicane. Le clocher est inspiré de celui de l'église St Martin in the Fields à Londres,.

## Description
C'est un lieu de culte de style néo-classique, le premier du genre construit au Québec.
Le diocèse a été fondé en 1793, et son premier évêque, Jacob Mountain, a veillé à la construction de la cathédrale, qui s'est déroulée entre 1800 et 1804. Deux ingénieurs sont à l'origine de sa conception le capitaine William Hall et le major William Robe (en). William Robe supervise le maçon Edward Cannon et la charpentier Jean-Baptiste Bédard lors de la construction. Le bois qui a servi à la construction des bancs d'église provient des chênes de la forêt royale de Windsor.
Elle est située 31, rue des Jardins au centre du Vieux-Québec sur l'ancien site de l'église et monastère des Récollets détruit par un incendie en 1796.
De son clocher, l'église compte neuf cloches de volée.
C'est la troisième plus grande église de Québec derrière l'église Saint-Roch et la basilique-cathédrale Notre-Dame.
L'église a été classé lieu historique national du Canada le 1er janvier 1989 et immeuble patrimonial par le ministère de la Culture et des Communications le 15 décembre 1989.

## Galerie

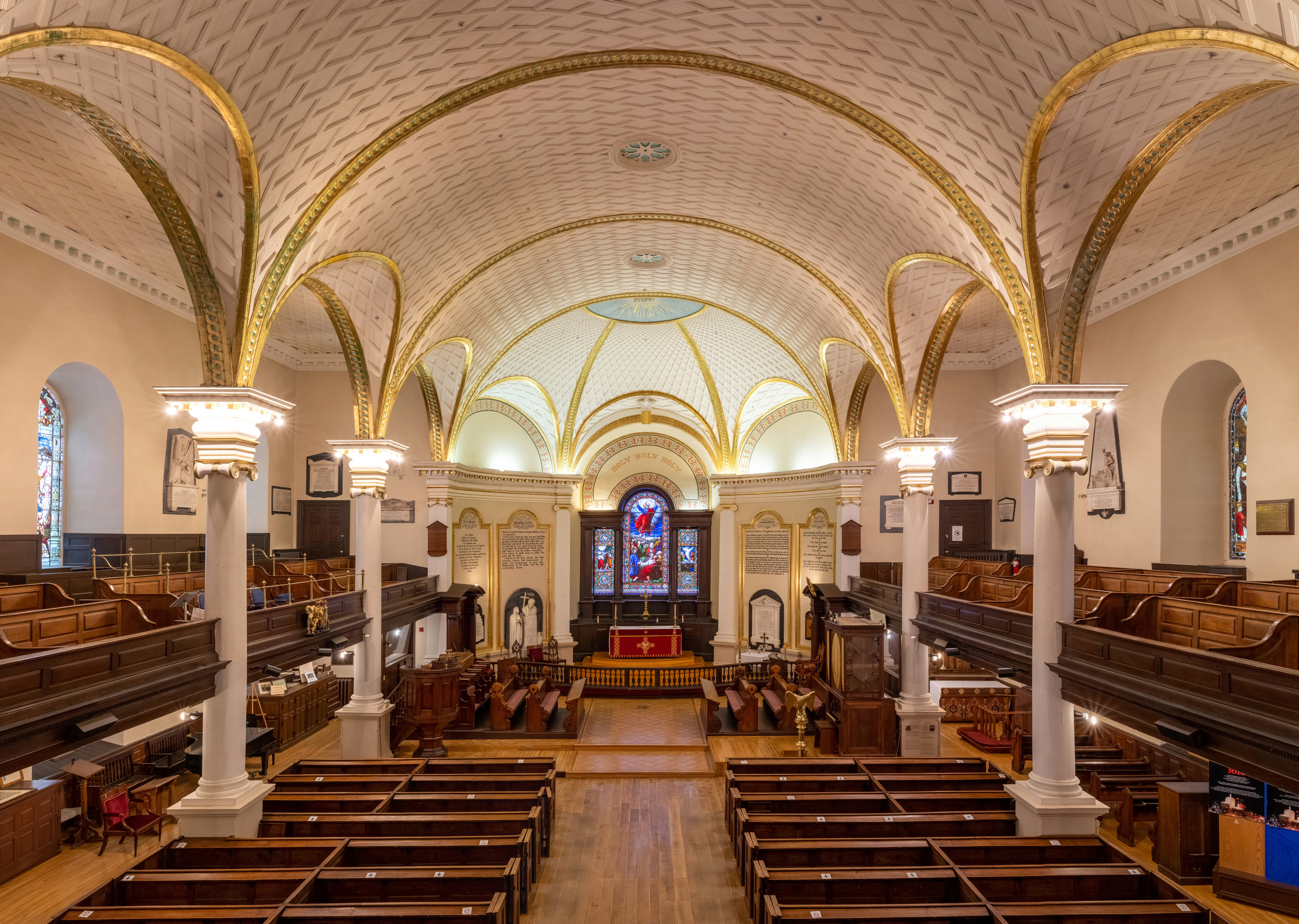
Intérieur.
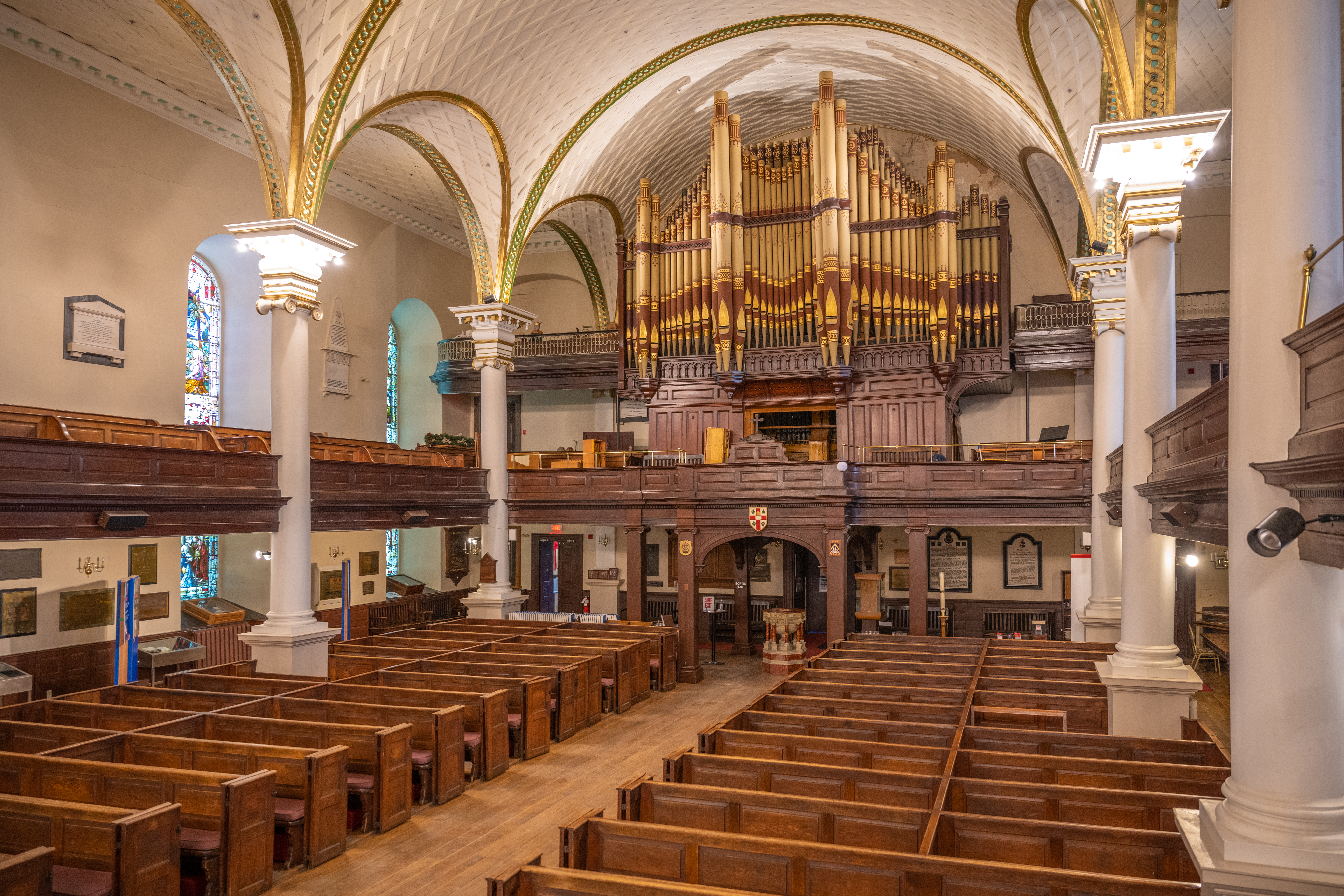
Vue sur l'arrière.
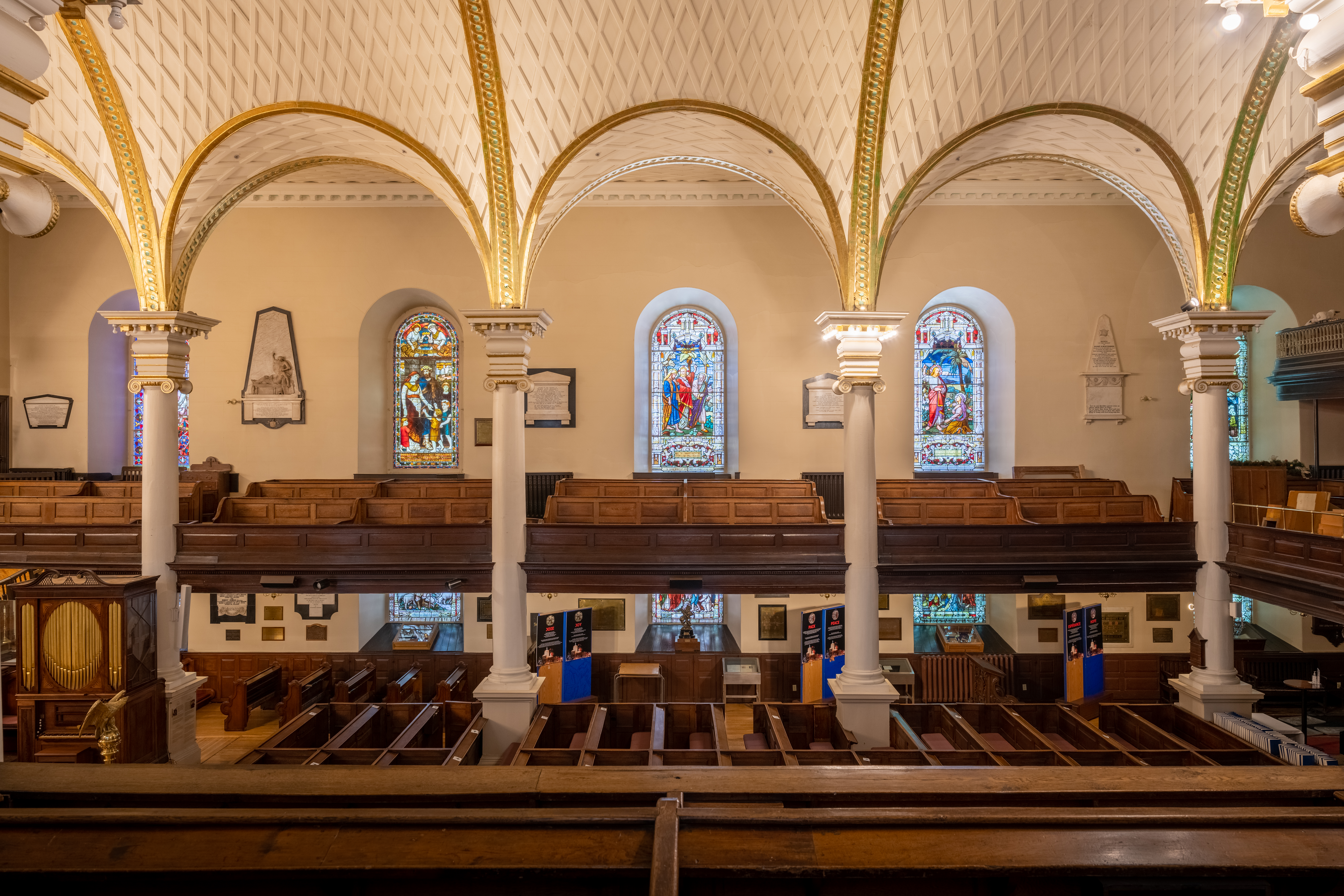
Vue d'un côté.
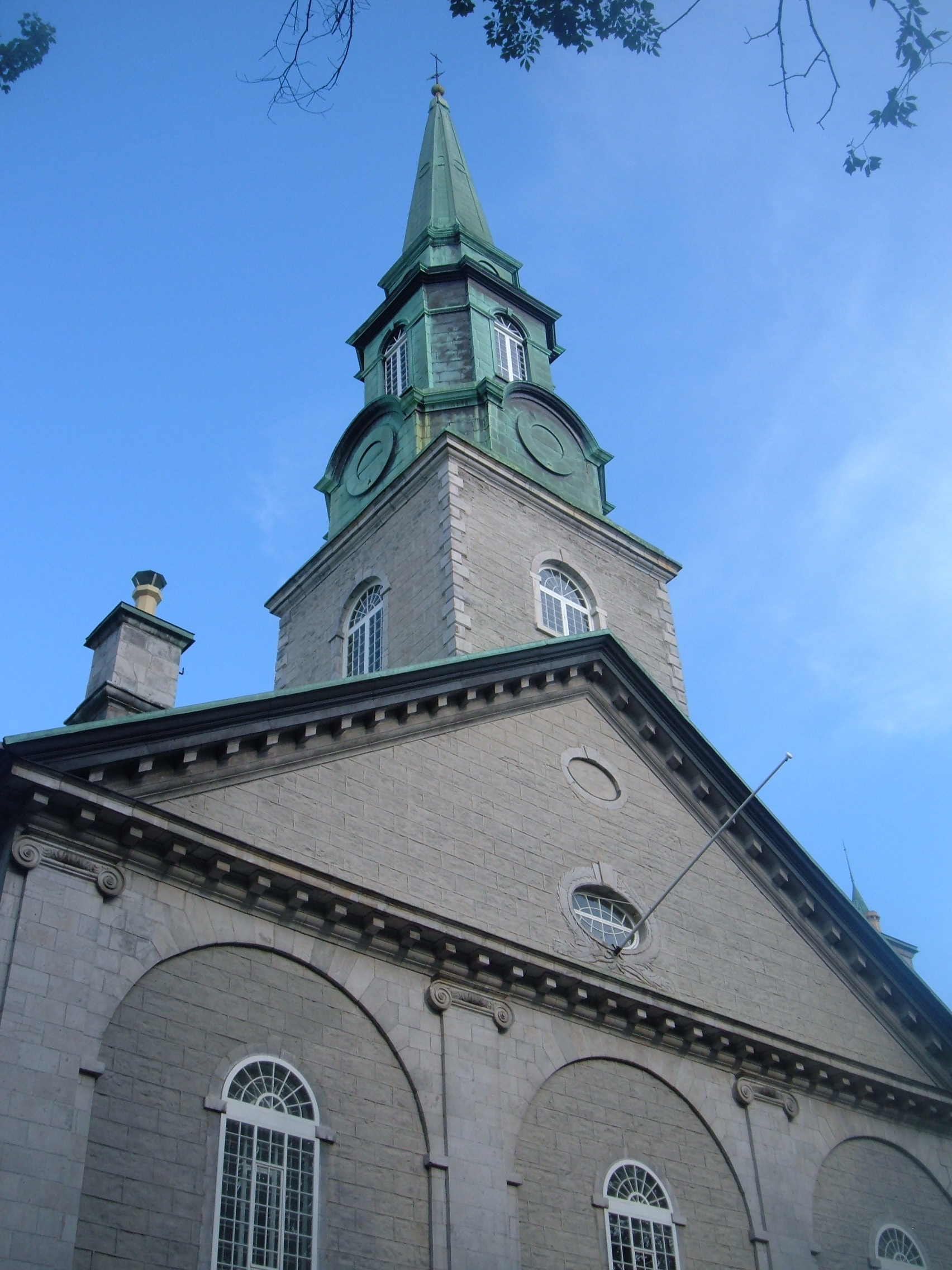
Clocher.
Vue des tribunes.
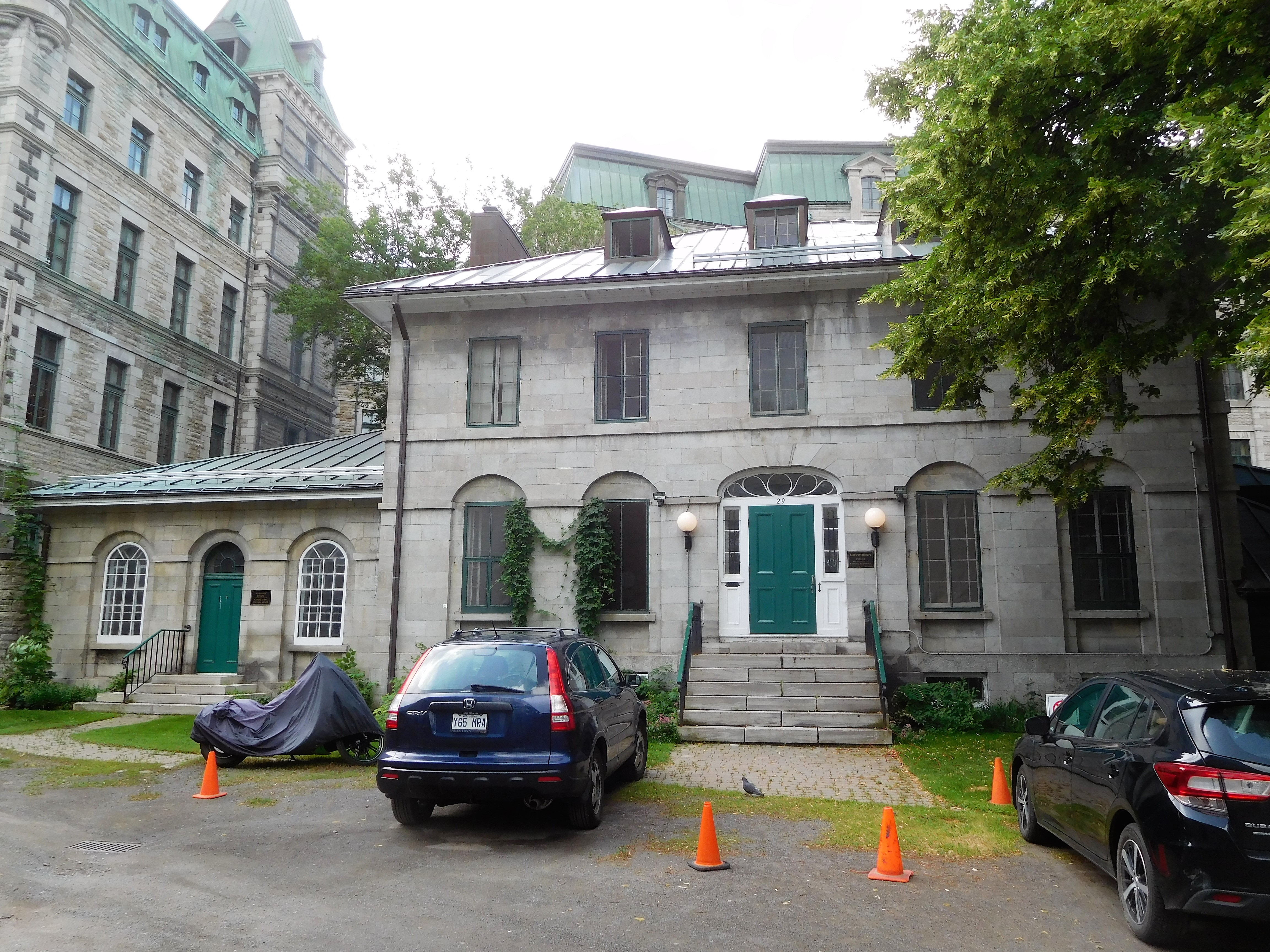
29, rue des Jardins